# Promenaea nigricans
Promenaea nigricans är en orkidéart som beskrevs av Willibald Königer och J.G.Weinm.bis. Promenaea nigricans ingår i släktet Promenaea och familjen orkidéer. Inga underarter finns listade i Catalogue of Life.